# Associazione Calcio Pavia 1977-1978
Questa voce raccoglie le informazioni riguardanti l'Associazione Calcio Pavia nelle competizioni ufficiali della stagione 1977-1978.

## Stagione
Nella stagione 1977-78 il Pavia vincendo il girone B del campionato di Serie D con 46 punti in classifica ritorna in Serie C.

## Rosa
| N. |                   | Ruolo | Calciatore              |
| -- | ----------------- | ----- | ----------------------- |
|    | Italia (bandiera) | D     | Marco Aguzzoni          |
|    | Italia (bandiera) | D     | Roberto Bergamaschi     |
|    | Italia (bandiera) | P     | Maurizio Brevi          |
|    | Italia (bandiera) | P     | Pierino Bruschi         |
|    | Italia (bandiera) | A     | Giampaolo Chierico      |
|    | Italia (bandiera) | A     | De' Noni                |
|    | Italia (bandiera) | D     | Claudio Facchin         |
|    | Italia (bandiera) | C     | Massimo Fusarimperatore |
|    | Italia (bandiera) | C     | Gorno                   |

| N. |                   | Ruolo | Calciatore       |
| -- | ----------------- | ----- | ---------------- |
|    | Italia (bandiera) | C     | Bassano Grossi   |
|    | Italia (bandiera) | C     | Mario Guarisco   |
|    | Italia (bandiera) | P     | Renato Marson    |
|    | Italia (bandiera) | A     | Walter Puricelli |
|    | Italia (bandiera) | C     | Giuseppe Regali  |
|    | Italia (bandiera) | A     | Alessandro Rossi |
|    | Italia (bandiera) | C     | Albino Sabbioni  |
|    | Italia (bandiera) | D     | Giampiero Scotti |
|    | Italia (bandiera) | D     | Andrea Verdelli  |